# Lucio Cornelio Macrone
Lucio Cornelio Macrone è un personaggio immaginario coprotagonista dell'universo narrativo Eagles of the Empire Series creato dallo scrittore Simon Scarrow.
Primo personaggio presentato dallo scrittore, durante gli eventi narrati in Sotto l'aquila di Roma Macrone è un centurione fresco di nomina le cui caratteristiche fisiche e psicologiche si oppongono a quelle di Quinto Licinio Catone, suo optio, allievo e contraltare.

## Aspetto e personalità

### Aspetto fisico
Nella sua prima apparizione, siamo nel 42 d.C. e Macrone è un uomo trentaquattrenne, Legionario da quattordici anni, alto 1,62 metri, pesante 98,5 kg, caratterizzato dal corpo tarchiato e da un fisico massiccio e molto muscoloso, nonché segnato da numerose cicatrici procuratesi in battaglia.
Nell'ultimo romanzo pubblicato in Italia, siamo nel 61 d.C., e Macrone è un cinquantatreenne, veterano in congedo con oltre trenta anni di servizio alle spalle.

### Personalità
Esperto, coraggioso, affidabile, allegro e di buon cuore, Macrone è un ottimo soldato ed un'abile guida per la sua centuria, ma a causa del suo analfabetismo inizialmente risulta una persona molto semplice e diretta, contrapponendosi così al colto e riflessivo Catone, il quale al contrario riesce a cogliere le implicazioni degli eventi nei quali viene coinvolto.
Ciò nonostante col tempo l'influenza di Catone (che in "Sotto l'aquila di Roma" gli insegnerà a leggere e scrivere), anche Macrone diverrà a sua volta più riflessivo, pur mantenendo inalterate molte caratteristiche del suo carattere, come la certezza della superiorità di Roma sulle altre civiltà e la fede negli dei.

## Biografia del personaggio

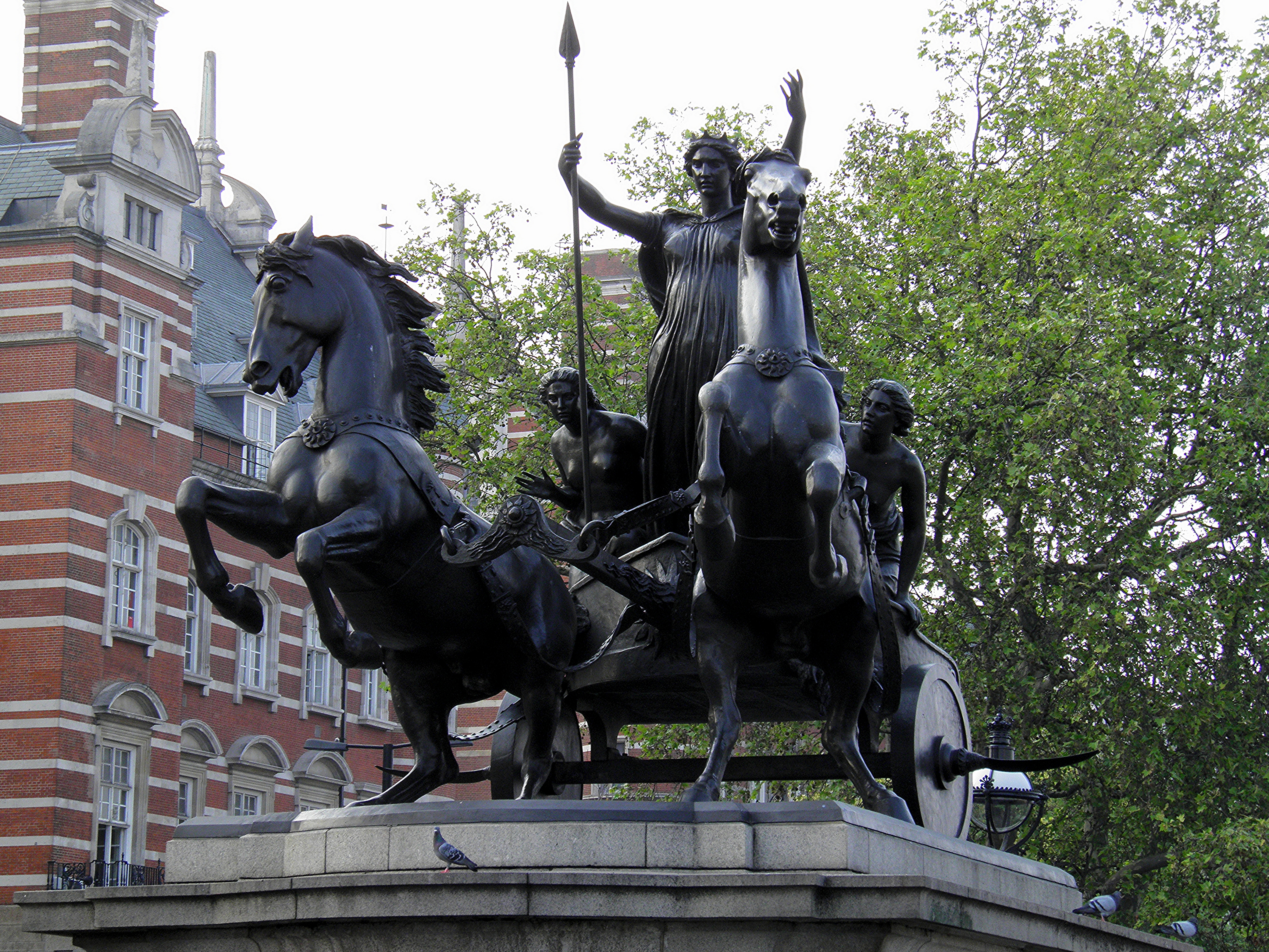
Statua di Budicca a Londra. Macrone incontra per la prima volta, la futura regina degli Iceni, nel romanzo La spada di Roma.

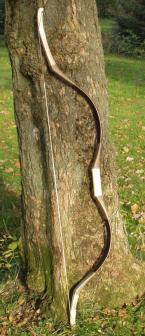
Nel romanzo L'aquila dell'impero Macrone addestra i suoi legionari all'utilizzo dell'arco composito.

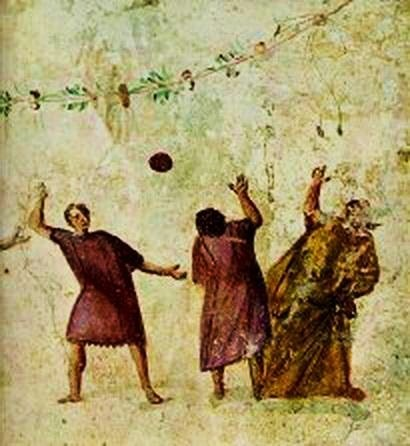
Nel romanzo Per la gloria dell'impero Macrone organizza delle partite di arpasto durante gli addestramenti delle sue reclute.

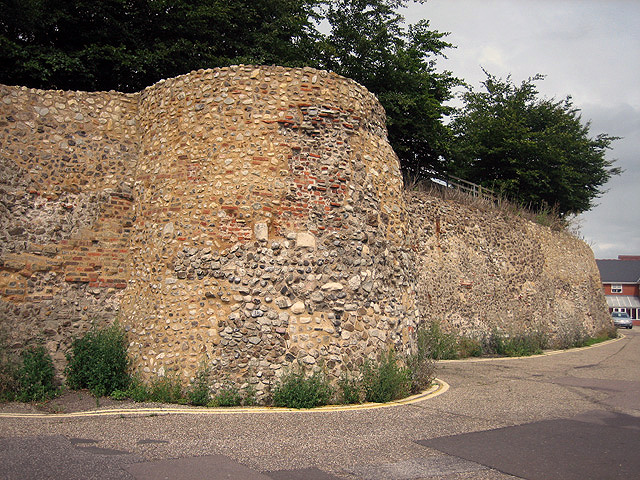
Resti delle mura romane di Camulodunum. Nel romanzo Per l'onore di Roma Macrone vi si reca per prendere possesso dei terreni assegnatigli al congedo dall'esercito.

Nel primo romanzo della serie, Sotto l'aquila di Roma, siamo nel 42 d.C. e Macrone è un centurione di recente nomina che ha raggiunto l'agognata promozione dopo anni di gavetta. E' stanziato con la sua Legione in Germania Inferiore e dopo l'incontro con Catone comincia a condividere con lui tutte le vicissitudini della vita militare. Sempre nello stesso romanzo giunge per la prima volta in Britannia in quanto la sua Legione fa parte del corpo di spedizione inviato a conquistare l'isola.
Nel secondo romanzo, Roma alla conquista del mondo, siamo nel 43 d.C. e Macrone partecipa con eroismo alle prime battaglie per la conquista della Britannia e diviene un punto di riferimento per il Legato Vespasiano. Parimenti è guida e mentore per Catone, che in qualità di suo Optio, è ormai non solo un fedelissimo allievo che aspira sempre più ad imitarne le gesta ed il carattere, ma anche un sincero amico. Assieme a Catone riesce a sventare un tentativo di uccidere l'imperatore Claudio.
Nel terzo romanzo, La spada di Roma, siamo nel 44 d.C., Macrone al seguito della Seconda Legione comincia le operazioni di conquista della parte meridionale della Britannia. Per il suo curriculum già prestigioso viene scelto per una missione, al limite del suicidio, ad alto rischio per tentare di trovare e salvare i familiari del generale Aulo Plauzio, che sono stati fatti prigionieri dai druidi. Con l'immancabile supporto di Catone riesce quasi a completare la missione ma viene ferito gravemente da un druido e dovrà rimanere in ospedale per molte settimane. Macrone vive anche una tormentata storia d'amore con la principessa degli Iceni Boudicca.
Nel quarto romanzo, Roma o morte, siamo nel 44 d.C., Macrone è in via di guarigione dopo essere rimasto nell'ospedale di Calleva assieme a Catone. Ripresosi gli viene affidato il compito di reclutare, addestrare e comandare due coorti di ausiliari atrebati. Lo scopo è quello di creare un contingente che possa proteggere il re Verica ed al contempo essere utilizzato per sorvegliare le rotte di rifornimenti e collegamento che attraversano il territorio degli atrebati, congiungendo la Seconda Legione che si è spinta nel meridione e le altre tre legioni che presidiano il nord dell'Inghilterra occupata dai romani. Grazie alla sua determinazione riesce a resistere all'assedio, portato dai durotrigi al villaggio di Calleva, il tempo necessario affinché Vespasiano lo raggiunga con i rinforzi. Per l'eroica resistenza viene per l'ennesima volta lodato, e nel finale del romanzo gli viene assegnato il comando di una centuria della terza coorte.
Nel quinto romanzo, La battaglia finale, siamo nel 44 d.C., Macrone al comando della sua centuria partecipa alle operazioni per tendere un'imboscata all'esercito di Carataco. Per l'inadeguatezza del Centurione Massimo la missione si risolve in un disastro, con Macrone che con la sua centuria riesce a bloccare eroicamente l'esercito britannico, ma il tardivo soccorso da parte delle altre centurie guidate Massimo e gli errori tattici da lui attuati, portano alla fuga dell'esercito di Carataco con il fallimento dell'imboscata. Fedele all'amicizia fraterna per Catone, si espone per liberarlo ed evitargli la condanna a morte, visto che Catone ed altri legionari della terza coorte erano stati condannati a morte per decimazione. Alla fine del romanzo Macrone, insieme a Catone, torna a Roma per ricevere un nuovo incarico, in quanto nonostante Vespasiano abbia graziato entrambi, l'uno dalla condanna a morte e l'altro dal sospetto di aver partecipato all'assassinio del centurione Massimo, non è più conveniente per loro rimanere nella Seconda Legione.
Nel sesto romanzo, La profezia dell'aquila, siamo nel 45 d.C., Macrone è ormai rientrato a Roma dalla Britannia, congedato dalla Seconda Legione, e il segretario dell'imperatore, Narciso, gli assegna una nuova missione consistente nel recarsi a Ravenna ed in qualità di ufficiale della flotta deve recuperare delle preziose pergamene. A Ravenna Macrone incontra la madre Porzia, che non vedeva da circa venti anni. La missione si tramuta in una guerra contro i pirati che Macrone, con il sempre valido supporto di Catone, riesce a concludere sconfiggendo i nemici e recuperando le pergamene.
Nel settimo romanzo, L'aquila dell'impero, siamo nel 46 d.C., Macrone, assieme a Catone, viene mandato da Narciso in missione segreta nella provincia Giudea per verificare le voci su di un tentativo di minare la stabilità della regione da parte del governatore Cassio Longino. Macrone si reca a Gerusalemme dove riscontra un clima incendiario con numerose sette antiromane. Quindi effettua un viaggio attraverso il deserto per giungere alla fortezza di Bashir, e durante il viaggio lui ed i suoi compagni vengono assaliti a più riprese dai ribelli guidati da Banno, in una di queste occasioni deve abbandonare il suo bagaglio tra cui vi era il documento firmato da Narciso in cui lo si nominava Prefetto per assumere il comando della guarnigione di Bashir. Infatti giunto a destinazione non riesce a far valere la sua nomina proprio perché non creduto dal prefetto in carica Scrofa per l'assenza di un documento ufficiale. Dopo diverse peripezie riesce a prendere il comando della guarnigione ed assumere per la prima volta in vita sua il grado di prefetto. Contrasta abilmente sia i tentativi di mettere in difficoltà la sua missione da parte del governatore Cassio Longino, e sia a sconfiggere e disperdere i ribelli guidati da Banno. Nel finale giunge per la prima volta nella città di Petra, dove assieme a Catone riesce ad uccidere Banno.
Nell'ottavo romanzo, Il Centurione, siamo nel 48 d.C., Macrone, assieme a Catone è di stanza ad Antiochia per continuare a sorvegliare le attività del governatore Cassio Longino. Quest'ultimo per tentare di eliminare i due amici li invia a sedare una rivolta a Palmira, sapendo che il percorso attraverso il deserto potrebbe risultare fatale. Macrone riesce a giungere a destinazione e con la solita abilità tattica riesce a sconfiggere il principe Artasse che ha chiesto anche il supporto dei parti. Al termine del romanzo riceve un comunicato dall'imperatore, che complimentandosi per gli obiettivi raggiunti, lo richiama a Roma.
Nel nono romanzo, Il gladiatore, siamo nel 49 d.C., Macrone con Catone ed il senatore Sempronio sta rientrando a Roma, ma colto da una tempesta naufraga sulle spiagge di Creta che trova devastata da un terremoto. Scopre che il pirata che aveva affrontato nel romanzo La profezia dell'aquila, da gladiatore è divenuto schiavo di una ricca famiglia di Creta e che dopo il caos dovuto al terremoto è riuscito a mettersi a capo degli schiavi dell'isola e sta creando un vero e proprio esercito di ribelli. Macrone affronta più volte Aiace fino a quando viene da questi catturato e tenuto in una gabbia, finché Catone lo riuscirà a liberare.
Nel decimo romanzo, La legione, siamo nel 49 d.C., Macrone è giunto in Egitto per dare la caccia ad Aiace che gli sfugge in continuazione. Poiché nel frattempo scoppia una rivolta con invasione da parte dei Nubiani, viene inviato nel sud dell'Egitto per dare una mano alla legione dislocata a Diospolis Magna. Scoprirà che Aiace si è alleato con i nubiani e lo affronta e sconfigge più volte ma sempre senza riuscire a catturarlo. Non riesce nell'intento di vendicarsi uccidendo personalmente l'ex gladiatore in quanto dopo lo scontro finale con Aiace ed i suoi seguaci, questi riesce a fuggire tuffandosi nel Nilo ma solo per essere divorato dai coccodrilli.
Nell'undicesimo romanzo, Il pretoriano, siamo nel 51 d.C., Macrone è rientrato a Roma dalla Siria e Narciso ha assegnato a lui ed a Catone una nuova missione. Questa volta saranno sotto copertura arruolati nella guardia pretoriana per tentare di scoprire chi dei Liberatores si nasconde tra i comandanti ed evitare che i tentativi di assassinare Claudio vadano in porto. Assieme a Catone, prima salva la vita all'imperatore ed ai suoi figli durante una sommossa al centro di Roma, poi riescono a salvare in extremis Claudio, da una sicura morte per affogamento, durante l'esondazione di uno dei canali preparati per la bonifica del lago del Fucino, quindi nel finale riescono a sventare un abile tentativo di assassinio di Claudio da parte degli ufficiali della Guardia Pretoriana Geta e Sinio. Lodato per l'ennesima volta dall'imperatore in persona, assieme a Catone, riceve una promozione a Centurione anziano a capo di una Coorte.
Nel dodicesimo romanzo, Il sangue dell'impero, siamo nel 51 d.C., è tornato in Britannia, e con la nuova carica viene inviato nella frontiera a ovest, dove prima deve affrontare l'ambiguo Centurione Querto e poi un tentativo di assedio da parte di Carataco. Riuscirà a cavarsela grazie al sopraggiungere all'ultimo minuto dei rinforzi che Catone è andato coraggiosamente a cercare.
Nel tredicesimo romanzo, Sotto un unico impero, siamo nel 52 d.C., Macrone è al seguito dell'esercito del generale Ostorio che sta portando avanti la campagna militare contro Carataco ed i suoi alleati. Durante un durissimo assedio ad una fortezza di collina dove si sono asserragliati i britanni, assieme a Catone riesce a capovolgere le sorti della battaglia non solo annientando i nemici ma facendo prigioniero lo stesso Carataco con tutta la sua famiglia. I momenti di gloria per la cattura del condottiero britanno durano poco in quanto, grazie ad un complice Carataco riesce a scappare dalla prigione. Venuti a sapere che Carataco si è nascosto presso la corte della regina dei Briganti Cartimandua, Macrone e Catone vengono mandati in missione per tentare di farsi consegnare il fuggitivo. Riesce infine a catturare nuovamente Carataco dopo che questi ha messo a repentaglio la vita della regina essendosi messo a capo della fazione a lei contraria, ed avendo messo sotto assedio il palazzo reale.
Nel quattordicesimo romanzo, Per la gloria dell'impero, siamo nel 52 d.C., Macrone ferito ad una gamba, durante un pattugliamento, non può seguire Catone nella missione contro i Deceangli, voluta dal Legato Quintato, ma scoperto che un grosso esercito sta per prendere alle spalle Quintato e Catone, nonostante non sia ancora del tutto guarito, parte per tentare di avvisare i compagni e li riesce a raggiungere proprio mentre si stanno ritirando dopo non essere riusciti a sconfiggere i Deceangli. Macrone e Catone si prodigano per gestire al meglio la lunga ritirata attraverso il territorio nemico, e dopo numerosi scontri ed imboscate, ed al costo della perdita di quasi metà del contingente iniziale, riesce a tornare alla fortezza di Mediolanum.  
Nel quindicesimo romanzo, L'armata invincibile, siamo nel 54 d.C., Macrone è rientrato a Roma con Catone e riceve, assieme all'amico, grandi onori e ricompense, direttamente dall'imperatore Claudio, per la cattura di Carataco. Quindi viene inviato in Spagna, al seguito del Legato Vitellio per reprimere una rivolta e difendere una miniera di argento. La missione si rivela molto più complicata del previsto e Macrone, assieme a Catone, riesce ad impedire che i ribelli si impossessino dell'argento dopo numerosi scontri ed abili strategie messe in atto per rallentare i nemici dieci volte superiori per numero. Completata la missione torna di nuovo a Roma.
Nel sedicesimo romanzo, La spada dell'impero, siamo nel 54 d.C., giunto a Roma viene accolto dal nuovo imperatore Nerone al quale giura fedeltà. Si innamora di Petronella, la balia di Lucio il figlio di Catone. Dopo diversi tentativi per far passare lui e Catone al servizio di chi sta congiurando contro Nerone, decide assieme all'amico di rimanere fedele al nuovo imperatore e si prodiga per sconfiggere la legione che sta entrando in Roma per compiere il colpo di stato. Messi in fuga i ribelli, tra cui vi è anche Narciso, li insegue fino all'isola di Capri, dove sconfitti gli ultimi ribelli, arresta i senatori avversi a Nerone ed uccide Narciso gettandolo sugli scogli. Viene promosso a primo centurione, e per tutelare sia lui che Catone, Nerone decide di assegnarli ad una missione lontano da Roma, quindi si reca nuovamente in Siria.
Nel diciassettesimo romanzo, Lunga vita all'impero, siamo nel 55 d.C., e Macrone è giunto in Siria, assieme a Catone, con il compito di protettore per il Generale Corbulone, che sta organizzando una campagna militare per riconquistare il regno d'Armenia. Dopo un primo periodo presso Tarso, in Cilicia, il Generale sposta l'esercito a Bactris dove a Macrone viene affidato il compito di addestrare le reclute e riallineare alle pratiche legionarie corrette gli ausiliari siriani che da troppi anni non erano impegnati in battaglia. Macrone quindi, assieme a Catone, si muove verso Artaxata per scortarvi il pretendente al trono Radamisto. La marcia verso l'Armenia è costellata di pericoli e scontri con i parti che Macrone e Catone riescono ad affrontare nel migliore dei modi. Macrone è sempre più sospettoso nei confronti del principe Radamisto e dopo aver preso anche il comando al posto di Catone che è rimasto traumatizzato dal massacro da lui stesso ordinato degli inermi abitanti di una città ostile a Radamisto, riesce a giungere ad Artaxata e rimettere sul trono il principe, solo per poi scoprire che non solo li ha usati ma è intenzionato ad eliminare tutti i suoi oppositori. Macrone con l'aiuto di Catone riesce a trattare un accordo con il forte esercito che giunge per deporre nuovamente Radamisto e portano quest'ultimo in Iberia dove verrà giustiziato dal suo stesso padre. Macrone quindi rientra in Siria giusto in tempo per venire a sapere che Corbulone sta ultimando le operazioni per muovere guerra ai Parti e riconquistare l'Armenia.
Nel diciottesimo romanzo, Il traditore di Roma, siamo nel 56 d.C., e Macrone si trova a Tarso, capitale della provincia di Cilicia, con il compito di rifinire l'addestramento dei pretoriani e degli ausiliari che faranno parte, l'anno successivo, del corpo di invasione che il generale Corbulone muoverà contro i parti. Macrone si sposa con Petronilla e confessa a Catone la sua volontà di congedarsi dall'esercito al termine della campagna contro i parti, per poi recarsi in Britannia per gestire con Petronilla la locanda che la madre di Macrone sta portando avanti da alcuni anni a Londinium. Catone viene mandato in missione in territorio partico e volutamente non porta con sé Macrone, nonostante le sue ovvie insistenze, perché vuol garantire una tutela per il figlio Lucio fino al suo ritorno. Nel frattempo Corbulone organizza una spedizione punitiva per ripristinare l'influenza romana al confine con la Partia e Macrone con i suoi pretoriani gli faranno da scorta personale. La spedizione diviene molto più complessa di come era stata pianificata e dopo diverse peripezie Macrone viene assegnato al comando delle salmerie con l'obiettivo di portarle indenni a Thapsis. Macrone giunge giusto in tempo per trovarsi coinvolto in un'imboscata dove riesce abilmente a fronteggiare i ribelli, al costo però di molti carri incendiati e tutte le macchine d'assedio andate perdute. Corbulone lo promuove a Prefetto di Campo per il successo con cui è riuscito a salvare parte delle salmerie. La scarsità di viveri costringerà Macrone e Corbulone a destreggiarsi per contenere il malumore dei legionari ed ausiliari a causa del razionamento del cibo. Macrone viene messo agli arresti dai legionari disertori ma con uno stratagemma riesce a scappare dalla prigione e raggiunge Corbulone per avvisarlo dell'ammutinamento. Corbulone può quindi soffocare velocemente l'ammutinamento.
Nel diciannovesimo romanzo, Impero senza confini, siamo nel 57 d.C., e Macrone, assieme a Catone, è rientrato a Roma dopo la campagna militare sul confine orientale. In seguito alla degradazione di Catone il comando della coorte viene assegnato a Macrone che però preferisce congedarsi dall'esercito e partire con Petronilla per la Britannia per godersi l'importante congedo di fine servizio che comprende anche l'assegnazione di un terreno fuori le porte di Camulodunum. Frattanto Catone svolge un importante e difficile missione in Sardegna al cui termine lascia Roma con Apollonio, Claudia, suo figlio Lucio e il cane Cassio, con l'intento di recarsi in Britannia e ricongiungersi con Macrone.
Nel ventesimo romanzo, Per l'onore di Roma, siamo nel 59 d.C., Macrone è da un anno in Britannia con la moglie Petronella per godersi la ricca ricompensa, consegnatagli per i numerosi anni di fedele servizio, e far fruttare l'appezzamento di terreno assegnatigli quale veterano presso la colonia militare di Camulodunum. Dopo aver rischiato di essere ucciso da un gruppo di pirati, lungo il trasferimento in chiatta sul Tamesis per raggiungere Londinium, Macrone raggiunge la madre Porzia, che gestisce una taverna, viene coinvolto nelle angherie che questa subisce dalle due bande locali che le impongono un forte pagamento trimestrale. Per tentare di risolvere la situazione, Macrone incontra i capi delle due bande, Malvino e Cinna, ma anziché venire a compromessi entrambi gli chiedono di entrare a lavorare per loro, cosa che Macrone rifiuta in entrambi i casi. Dovendo intanto reclamare la proprietà dei terreni assegnatigli dall'Imperatore, Macrone e Petronella si mettono in viaggio per Camulodunum. Preso possesso dei terreni, Macrone viene richiamato in servizio dal Praefectus castrorum Ramiro per una missione in cui comandando cinquanta veterani si occuperà della del procuratore Cato Deciano e di Ramiro stesso. La missione prende una brutta piega e sfugge di mano a causa delle azioni avventate, ed aggressive verso i nativi, messe in atto da Cato Deciano. Inseguiti per una giornata intera, in una fuga precipitosa, Macrone e Ramiro riescono a raggiungere un avamposto perdendo però metà degli uomini. Nel frattempo, in maniera palesemente vile, Deciano fugge con pochi uomini verso Londinium. Rientrato a Londinium Macrone tenta di risolvere da solo la faccenda delle bande cadendo però in una trappola dove viene pestato a sangue. Per non rimanere alla portata dei malviventi Petronella decide di tornare a Camulodunum con un Macrone ancora convalescente. Dopo circa un mese, Macrone, ristabilitosi quasi del tutto riesce a vendicarsi ed eliminare le bande da Londinium uccidendone anche i capi. Gli saranno di aiuto oltre ad alcuni veterani, anche il re Prasutago e la moglie Boudicca con la loro scota di guerrieri Iceni. Ma l'aiuto fondamentale e decisivo gli arriva dal Prefetto Catone che raggiunge l'amico portando con sé il figlio Lucio, la nuova compagna Claudia Atte, l'ex spia Apollonio e il fido cane Cassio. Macrone e Catone dopo diverse peripezie e capovolgimenti di fronte riescono a sconfiggere le bande ed i rispettivi capi.
Nel ventunesimo romanzo, Nel nome di Roma, siamo nel 60 d.C., Macrone con la moglie Petronella, da ormai due anni, si sta godendo il congedo nella sua tenuta a Camulodunum, ricevuta in ricompensa per i numerosi anni di fedele servizio nell'esercito. Nel novembre del 60 d.C., muore il re degli Iceni Prasutago e la moglie Budicca viene acclamata come nuova regina. Budicca, con la sua scorta, giunge a Camulodunum per incontrare Macrone e Catone e partecipa ai festeggiamenti dei saturnali che Macrone sta organizzando presso la sua dimora. Quindi chiede ai due amici di accompagnarla a Londinium, dove deve presentare il testamento di Prasutago per ufficializzare la sua successione. Catone e Macrone quindi accompagnano la regina e durante il tragitto dei mercanti di schiavi riescono a sottrarre il forziere con il tributo che Budicca portava con sé per consegnarlo al governatore. Catone, Macrone e Budicca si mettono sulle tracce dei ladri ma senza successo. Quindi Budicca decide di presentarsi comunque al governatore con solo un quarto del tributo e questi, anche grazie all'intercessione di Macrone e Catone, le concede tre mesi per saldare il debito. Temendo che la regina non rispetti i tempi, il governatore Svetonio Paolino assegna a Macrone il compito di comandare i veterani di Camulodunum e di scortare ed assistere il Procuratore Cato Deciano incaricato della riscossione del tributo. Quindi nel marzo del 61 d.C., Macrone recluta cento veterani per scortare il procuratore Cato Deciano presso la corte degli Iceni per verificare se la regina ha raccolto la parte di tributo mancante. Ovviamente il tributo non è sufficiente e con un colpo di mano il governatore, nello sgomento di Macrone, arresta la regina e le due sue figlie. Macrone non riesce ad ostacolare Cato Deciano che trasporta le prigioniere con sé in una veloce marcia di allontanamento. Mentre con una scusa Macrone è lontano dal campo, Cato Deciano fa fustigare Budicca e violentare le figlie. Macrone al rientro scopre il misfatto e riesce di nascosto a far evadere le tre donne, ma ormai il danno è fatto e nonostante Macrone provi a calmare l'amica questa giura eterna vendetta.
Siamo al giugno del 61 d.C., Budicca ha raccolto un numeroso esercito, a cui si sono uniti anche i Trinovanti, e marcia su Camulodunum con l'obiettivo di eliminare tutti i romani presenti sull'isola. Macrone fa allontanare tutte le donne e bambini verso Londinium ed organizza militarmente i circa ottocento veterani in attesa dell'imminente assedio. Quando il grosso dell'esercito di Budicca si presenta dinanzi alle mura il primo assalto viene respinto con gravi perdite per gli assalitori. Ma il secondo giorno di assedio i ribelli riescono ad irrompere nel villaggio mettendolo a ferro e fuoco, e costringendo Macrone e circa quattrocento veterani a rifugiarsi entro le mura del tempio di Claudio. Nottetempo a nuoto giunge nel villaggio anche Parvo con il cane di Catone. Dopo due giorni l'assedio al tempio continua sempre più selvaggiamente ed intorno a Macrone cadono quasi tutti a partire da Apollonio, mentre tenta una sortita, e Parvo ed il cane durante l'incendio finale. Macrone e pochissimi sopravvissuti vengono portati al cospetto di Budicca che riconosciuto Macrone lo risparmia e lo fa portare via.

## Visibilità
Al momento Macrone è protagonista di 24 romanzi.
Fanno tutti parte della serie Eagles of the Empire tranne Roma, sangue e arena che è il compendio dei volumi della serie Arena.

## Romanzi
| Anno | Titolo Originale                | In Italia                            | Codice ISBN edizione italiana |
| ---- | ------------------------------- | ------------------------------------ | ----------------------------- |
| 2000 | Under the Eagle                 | Sotto l'aquila di Roma (2009)        | ISBN 978-88-541-1608-5        |
| 2001 | The Eagle's Conquest            | Roma alla conquista del mondo (2010) | ISBN 978-88-541-1984-0        |
| 2002 | When the Eagle Hunts            | La spada di Roma (2011)              | ISBN 978-88-541-2443-1        |
| 2003 | The Eagle and the Wolves        | Roma o morte (2012)                  | ISBN 978-88-541-3717-2        |
| 2004 | The Eagle's Prey                | La battaglia finale (2013)           | ISBN 978-88-541-5042-3        |
| 2005 | The Eagle's Prophecy            | La profezia dell'aquila (2013)       | ISBN 978-88-541-5794-1        |
| 2006 | The Eagle in the Sand           | L'aquila dell'impero (2014)          | ISBN 978-88-541-6442-0        |
| 2007 | Centurion                       | Il Centurione (2009)                 | ISBN 978-88-541-1209-4        |
| 2009 | The Gladiator                   | Il gladiatore (2010)                 | ISBN 978-88-541-1768-6        |
| 2010 | The Legion                      | La legione (2011)                    | ISBN 978-88-541-2970-2        |
| 2011 | Praetorian                      | Il pretoriano (2012)                 | ISBN 978-88-541-4157-5        |
| 2013 | The Blood Crows                 | Il sangue dell'impero (2014)         | ISBN 978-88-541-7137-4        |
| 2013 | Arena                           | Roma, sangue e arena (2015)          | ISBN 978-88-541-7522-8        |
| 2014 | Brothers in Blood               | Sotto un unico impero (2015)         | ISBN 978-88-541-8488-6        |
| 2015 | Eagles of the Empire: Britannia | Per la gloria dell'impero (2016)     | ISBN 978-88-541-9943-9        |
| 2016 | Eagles of the Empire: Invictus  | L'armata invincibile (2018)          | ISBN 978-88-227-1450-3        |
| 2017 | Day of the Caesars              | La spada dell'impero (2018)          | ISBN 978-88-227-2362-8        |
| 2018 | The Blood of Rome               | Lunga vita all'impero (2019)         | ISBN 978-88-227-3592-8        |
| 2019 | Traitors of Rome                | Il traditore di Roma (2020)          | ISBN 978-88-227-4643-6        |
| 2020 | The Emperor's Exile             | Impero senza confini (2021)          | ISBN 978-88-227-5807-1        |
| 2021 | The Honour of Rome              | Per l'onore di Roma (2022)           | ISBN 978-88-227-6996-1        |
| 2022 | Death to the Emperor            | Nel nome di Roma (2023)              | ISBN 978-88-227-7867-3        |
| 2023 | Rebellion                       | Rivolta per l'impero (2024)          | ISBN 978-88-227-8856-6        |
| 2024 | Revenge of Rome                 | La rivincita di Roma (2025)          | ISBN 978-88-227-9449-9        |

## Ambientazione
| Titolo Originale                       | Titolo Italiano                      | Anno    | Età Macrone | Ambientazione |
| -------------------------------------- | ------------------------------------ | ------- | ----------- | ------------- |
| Under the Eagle (2000)                 | Sotto l'aquila di Roma (2009)        | 42 d.C. | 34 anni     |               |
| The Eagle's Conquest (2001)            | Roma alla conquista del mondo (2010) | 43 d.C. | 35 anni     |               |
| When the Eagle Hunts (2002)            | La spada di Roma (2011)              | 44 d.C. | 36 anni     |               |
| The Eagle and the Wolves (2003)        | Roma o morte (2012)                  | 44 d.C. | 36 anni     |               |
| The Eagle's Prey (2004)                | La battaglia finale (2013)           | 44 d.C. | 36 anni     |               |
| The Eagle's Prophecy (2005)            | La profezia dell'aquila (2013)       | 45 d.C. | 37 anni     |               |
| The Eagle in the Sand (2006)           | L'aquila dell'impero (2014)          | 46 d.C. | 38 anni     |               |
| Centurion (2007)                       | Il Centurione (2009)                 | 48 d.C. | 40 anni     |               |
| The Gladiator (2009)                   | Il gladiatore (2010)                 | 49 d.C. | 41 anni     |               |
| The Legion (2010)                      | La legione (2011)                    | 49 d.C. | 41 anni     |               |
| Praetorian (2011)                      | Il pretoriano (2012)                 | 51 d.C. | 43 anni     |               |
| The Blood Crows (2013)                 | Il sangue dell'impero (2014)         | 51 d.C. | 43 anni     |               |
| Arena (2013)                           | Roma, sangue e arena (2015)          | 41 d.C. | 33 anni     |               |
| Brothers in Blood (2014)               | Sotto un unico impero (2015)         | 52 d.C. | 44 anni     |               |
| Eagles of the Empire: Britannia (2015) | Per la gloria dell'impero (2016)     | 52 d.C. | 44 anni     |               |
| Eagles of the Empire: Invictus (2016)  | L'armata invincibile (2018)          | 54 d.C. | 46 anni     |               |
| Day of the Caesars (2017)              | La spada dell'impero (2018)          | 54 d.C. | 46 anni     |               |
| The Blood of Rome (2018)               | Lunga vita all'impero (2019)         | 55 d.C. | 47 anni     |               |
| Traitors of Rome (2019)                | Il traditore di Roma (2020)          | 56 d.C. | 48 anni     |               |
| The Emperor's Exile (2020)             | Impero senza confini (2021)          | 57 d.C. | 49 anni     |               |
| The Honour of Rome (2021)              | Per l'onore di Roma (2022)           | 59 d.C. | 51 anni     |               |
| Death to the emperor (2022)            | Nel nome di Roma (2023)              | 60 d.C. | 52 anni     |               |
| Rebellion (2023)                       | Rivolta per l'impero (2024)          | 61 d.C. | 53 anni     |               |
| Revenge of Rome (2024)                 | La rivincita di Roma (2025)          | 61 d.C. | 53 anni     |               |